# Witold Ścibor-Rylski

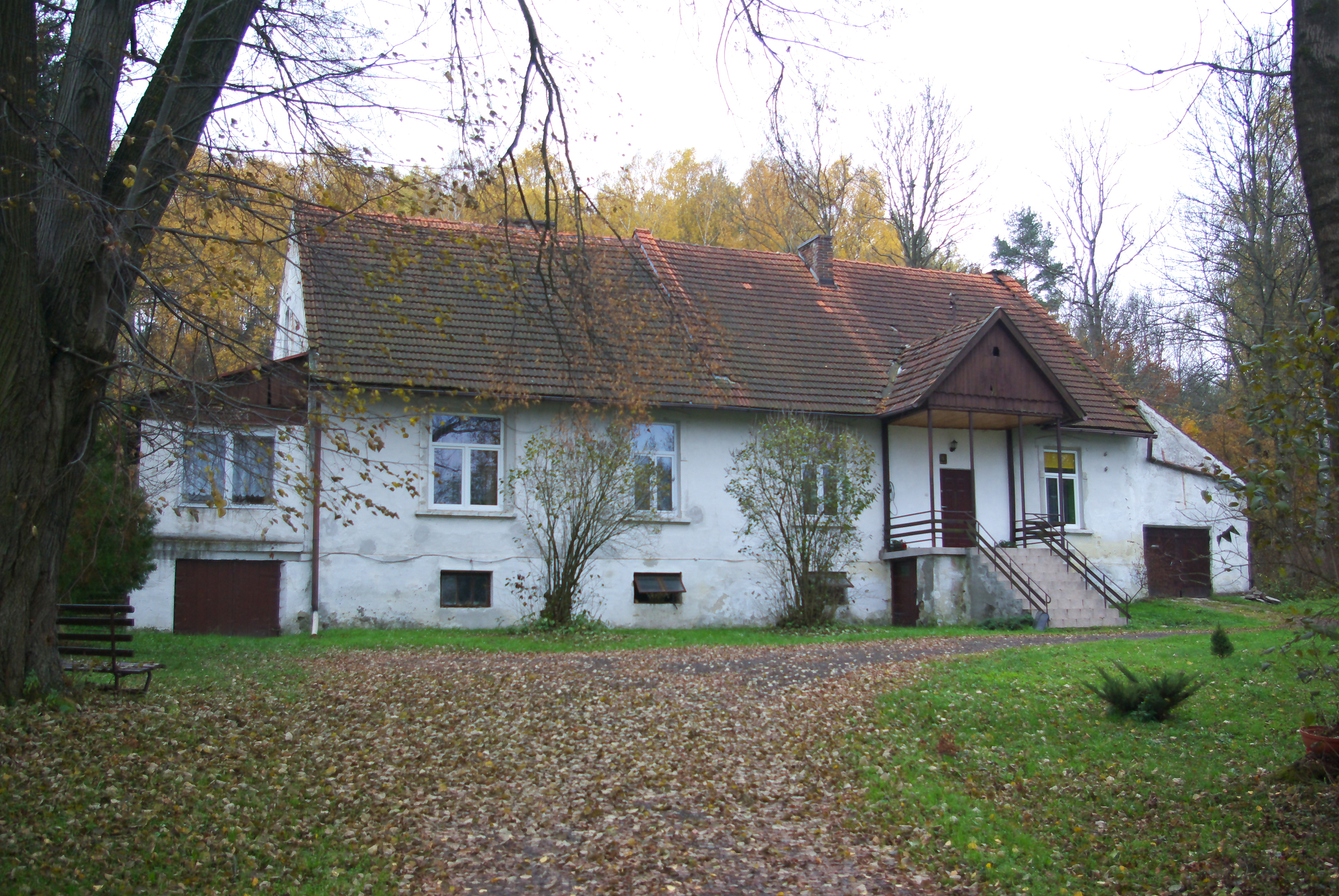
Dwór w Wielopolu - od połowy XIX w. do późnych lat 80. XIX w. w posiadaniu Rylskich.

Witold Ścibor-Rylski herbu Ostoja (ur. 12 lutego 1871 w Wielopolu, zm. 26 lutego 1926 w Boerne) – oficer austro-węgierski, ochotnik w II wojnie burskiej, legionista, pułkownik piechoty Wojska Polskiego, pośmiertnie awansowany na generała brygady, działacz polonijny w Stanach Zjednoczonych, społecznik.

## Życiorys

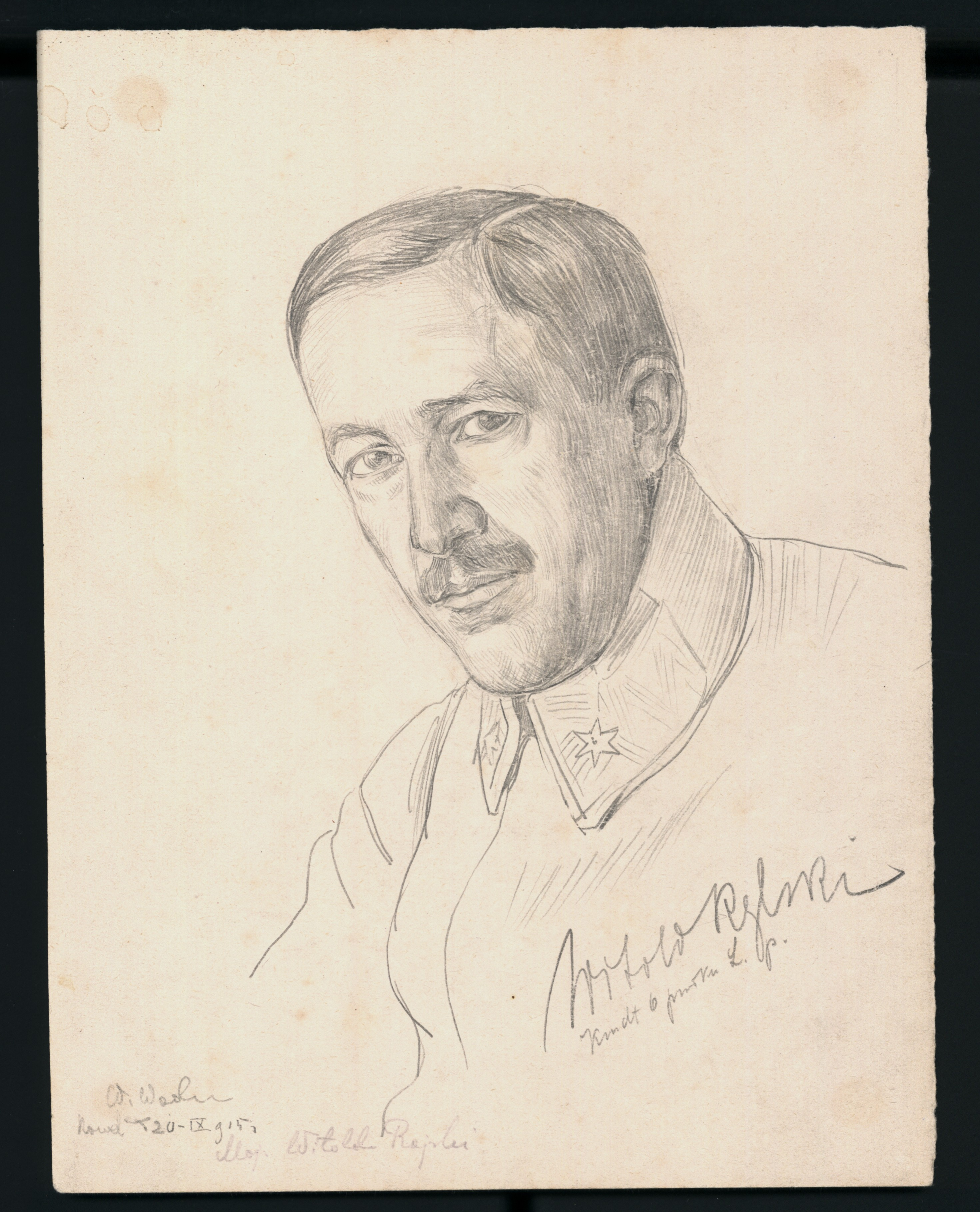
Witold Rylski, szkic W. Wodzinowskiego z 1915 roku

Był wnukiem Wincentego Ścibora-Rylskiego (zm. 1885, powstaniec listopadowy, właściciel ziemski). Urodził się 27 lipca 1867 jako syn Augusta (1841–1902, powstaniec styczniowy, właściciel ziemski, urzędnik) i Ludmiły z domu Leszczyńskiej; jego rodzeństwem byli Maria (ur. 1866), Edmund (1867–1914, urzędnik, kapitan C. K. Armii poległy w I wojnie światowej), Kazimiera (1869–1871), Olga (1873–1898), Stanisław (1875–1916, kapitan C. K. Armii poległy w I wojnie światowej), Józef Stefan wzgl. Stefan (ur. 1877). 
W roku szkolnym 1881/1882 ukończył I klasę w C. K. Gimnazjum w Sanoku. Do lat 80. rodzina zamieszkiwała w majątku Wielopole pod Zagórzem, po czym przeprowadziła się do Lwowa, gdzie rodzeństwo podjęło naukę szkolną. Po zakończeniu gimnazjum Witold Ścibor-Rylski rozpoczął służbę w cesarskiej i królewskiej Armii. Ukończył szkołę kadetów. Jego oddziałem macierzystym był Czeski Pułk Piechoty Nr 102. Na stopień kadeta piechoty został mianowany ze starszeństwem z 1 września 1890, a na stopień podporucznika ze starszeństwem z 1 maja 1893. W 1895 wyjechał do Transwalu, gdzie został urzędnikiem kolejowym, a jako porucznik cywilnej milicji wziął udział w bitwie pod Johannesburgiem.
Będąc urzędnikiem prywatnym uchwałą Rady Miejskiej w Sanoku z 1900 został uznany przynależnym do gminy Sanok. Miał córkę Olgę Ludmiłę Marię (ur. 1907, pod koniec lat 20. stenotypistka).
Po klęsce Burów wyjechał do Stanów Zjednoczonych. W latach 1910–1914 był prezesem Polskiego Towarzystwa Gimnastycznego „Sokół” w USA. Druh Rylski był jednak odosobniony w swoich poglądach opowiadając się za militarnym udziałem sokolstwa amerykańskiego w czynie zbrojnym Legionów.
Ostatecznie wraz z grupą ochotników przypłynął do Europy i zaciągnął się do Legionów Polskich. Walczył w szeregach I Brygady Legionów. W grudniu 1914 roku został dowódcą V batalionu 2 pułku piechoty Legionów Polskich i wziął udział w Bitwie pod Łowczówkiem. 28 lipca 1915 został organizatorem i pierwszym dowódcą 6 pułku piechoty Legionów Polskich. Obowiązki dowódcy pułku pełnił do 2 października 1915. W grudniu 1916 uzyskał stopień podpułkownika. W 1917, po kryzysie przysięgowym dowodził 2 pułkiem piechoty Legionów Polskich (26–27 lipca) i 6 pułkiem piechoty Legionów Polskich (28 lipca – 20 sierpnia).
W listopadzie 1918 został przyjęty do odrodzonego Wojska Polskiego, w stopniu pułkownika dowodząc 11 pułkiem piechoty, a potem 38 pułkiem piechoty Strzelców Lwowskich, kolejno w wojnie polsko-ukraińskiej i polsko-bolszewickiej. Po ustaniu działań wojennych powrócił do USA.
Zmarł 26 lutego 1926 w Boerne. Został pochowany na miejscowym cmentarzu.

## Awanse
- kapitan - 5 marca 1915
- major - 27 maja 1915[19]
- podpułkownik - 1 listopada 1916[20]
- pułkownik - listopad 1918
- generał brygady - 11 listopada 1962 pośmiertnie przez Prezydenta RP Augusta Zaleskiego